# Opuntia streptacantha

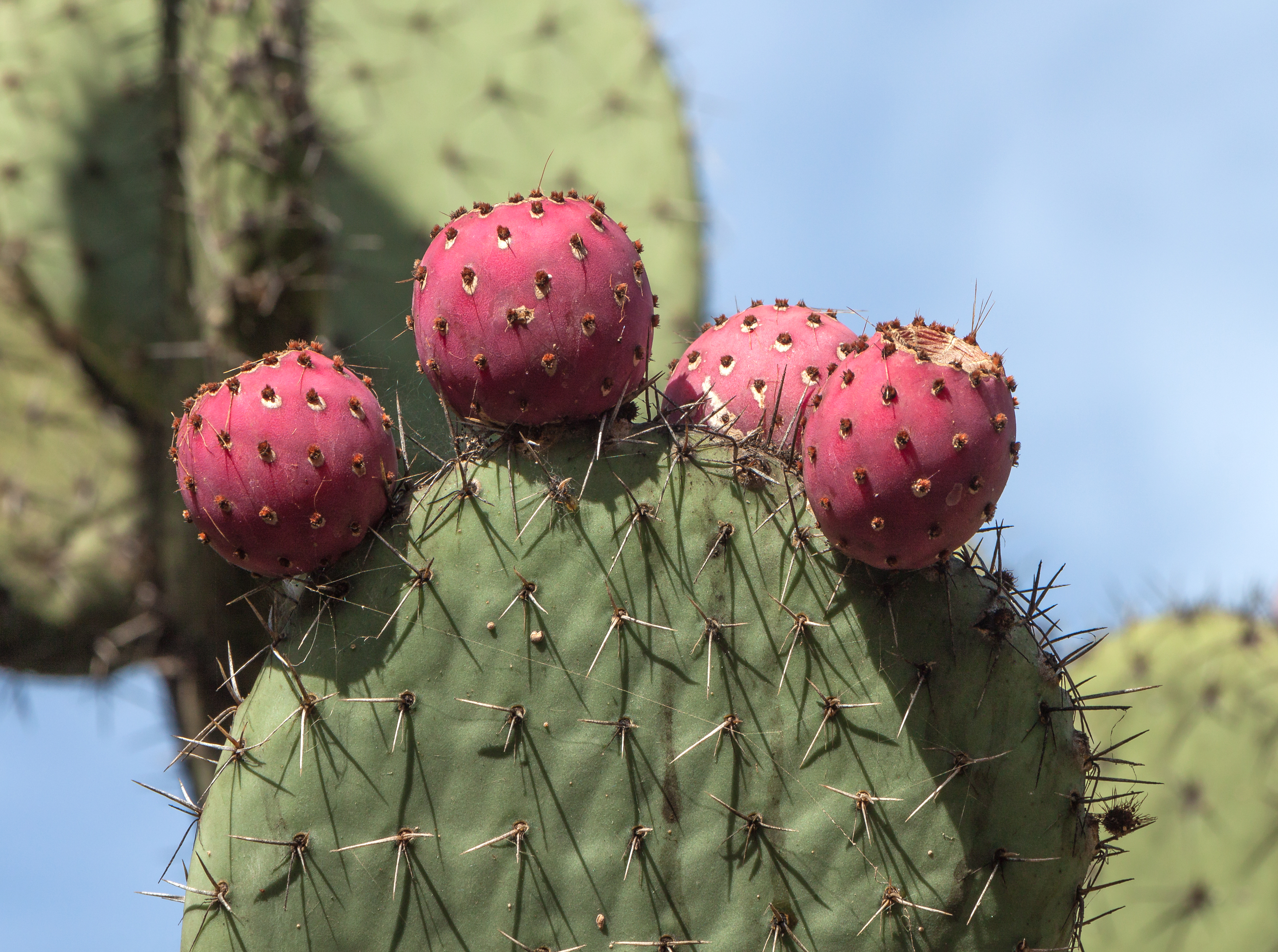
Früchte

Opuntia streptacantha ist eine Pflanzenart in der Gattung der Opuntien (Opuntia) aus der Familie der Kakteengewächse (Cactaceae). Das Artepitheton streptacantha leitet sich von den griechischen Worten streptos für ‚gewunden‘ sowie akanthos für ‚Dorn‘ ab. Spanische Trivialnamen sind „Cardón“, „Cenizo“, „Nopal Cardón“, „Chaveño“, „Nopal Cardón“ und „Tuna Cardona“.

## Beschreibung
Opuntia streptacantha wächst strauchig bis baumartig mit Wuchshöhen zwischen 2 und 4 Metern. Der ausgeprägte Stamm wird bei einem Durchmesser zwischen 30 und 40 Zentimetern bis zu 80 Zentimeter hoch. Die länglichen bis etwas runden, kahlen Triebabschnitte sind grün sowie 18 bis 30 Zentimeter lang und 14 bis 18 Zentimeter breit. Die Areolen tragen ein bis zwei lange, abfallende Haare und gelblich rote Glochiden. Die drei bis sieben pfriemlichen, weißlich grauen und im Alter dunkler werdenden Dornen sind 6 bis 7 Zentimeter lang.
Die gelben bis orangefarbenen Blüten sind 6 bis 7 Zentimeter lang. Die kugelförmigen bis umgekehrt-eiförmigen Früchte sind 3 bis 3,5 Zentimeter lang und mit kurzen Glochiden besetzt.

## Verbreitung, Systematik und Gefährdung
Opuntia streptacantha ist in den mexikanischen Bundesstaaten Coahuila, Nuevo León, San Luis Potosí, Tamaulipas, Zacatecas, Querétaro, Hidalgo und Guanajuato weit in Höhenlagen von 1600 bis 2400 Metern verbreitet.
Die Erstbeschreibung wurde 1839 von Charles Lemaire veröffentlicht.
In der Roten Liste gefährdeter Arten der IUCN wird die Art als „Least Concern (LC)“, d. h. als nicht gefährdet geführt. Die Entwicklung der Populationen wird als stabil angesehen.

## Nachweise